# Сан Роке (Кадиз)
Сан Роке (шп. San Roque) град је у Шпанији у аутономној заједници Андалузија покрајини Кадиз. Према процени из 2017. у граду је живело 29 575 становника.

## Становништво
Према процени, у граду је 2017. живело 29 575 становника.
| 1970.  | 1981.  | 1991.  | 2001.  | 2010.  | 2017.  |
| ------ | ------ | ------ | ------ | ------ | ------ |
| 17.727 | 20.604 | 23.092 | 23.570 | 29.588 | 29.575 |